# Ischmasch

Aktuelles Logo

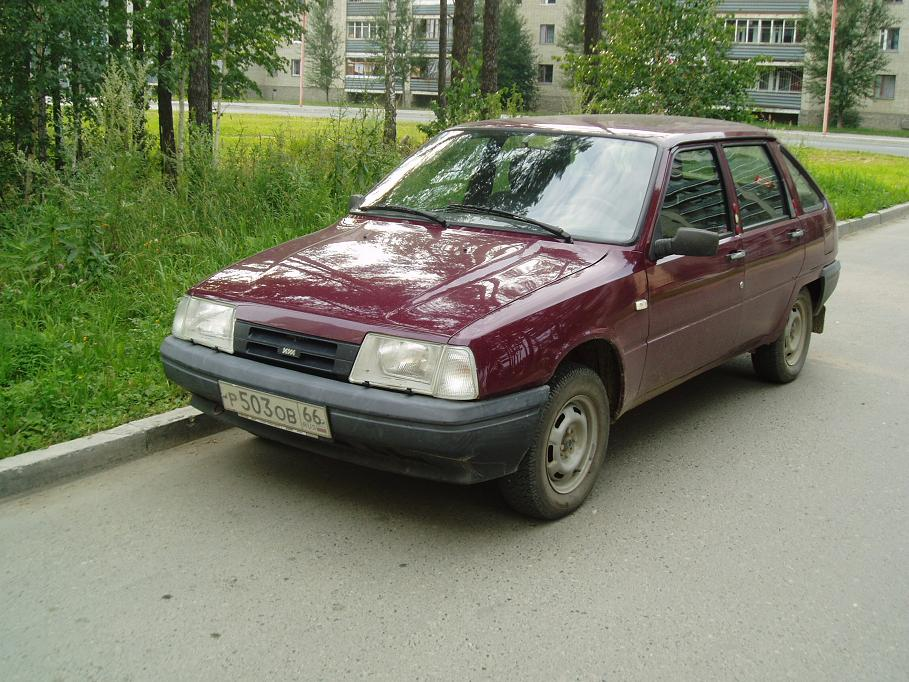
ISCH-2126 Orbit
1987–1998

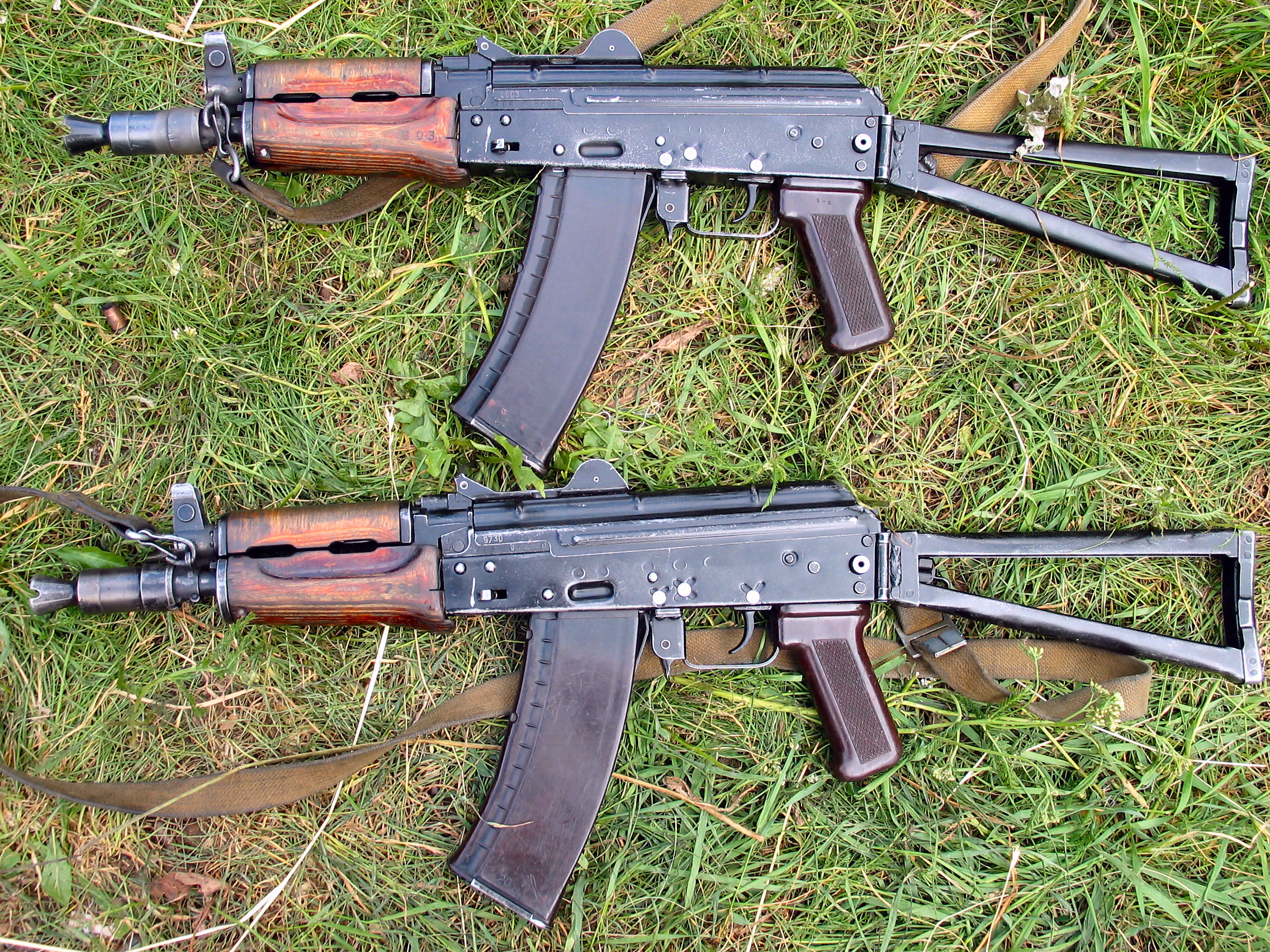
Sturmgewehre AKS-74U

Die Ischmasch-Werke in Ischewsk (russisch ИЖМАШ – Ижевский машиностроительный завод – Ischewski Maschinostroitelny sawod, deutsch Ischewsker Maschinenbauwerk) sind ein russischer Hersteller von Waffen und Fahrzeugen. Durch eine Fusion mit Ischmech verschmolz Ischmasch 2013 zum Konzern Kalaschnikow.

## Geschichte
Die Gründung des Werkes geht auf das Jahr 1807 zurück. Während der Napoleonischen Kriege verfügte Zar Alexander I die Gründung einer Eisengießerei am Fluss Isch. Dort wurden später Anker für russische Schiffe und Kanonen gegossen. Seither ist Ischewsk neben Tula ein Zentrum für die Herstellung von Infanteriewaffen. Während der beiden Weltkriege wurden hier millionenfach Gewehre des Typs Mosin-Nagant hergestellt.
Ab 1946 wurden in den Ischmasch-Werken Teile der zuvor im sächsischen Zschopau demontierten Motorrad-Fertigungsanlagen des DKW-Stammwerkes wieder aufgebaut und für die Fertigung des mit der DKW NZ 350 weitestgehend identischen Motorrades ISCH-350 genutzt. Daraus wiederum ging 1951 das weiterentwickelte Modell ISCH-49 hervor. Seit 1949 folgten dann Gewehre, die von namhaften Konstrukteuren wie Michail Kalaschnikow und Jewgeni Dragunow entwickelt wurden. Darüber hinaus stellt der Konzern Flugzeug-Bordwaffen des Konstruktionsbüros Grjasew-Schipunow her. Innerhalb Russlands ist Ischmasch besonders bekannt als Hersteller der Motorräder und Autos der Marke ISCH oder IZH (russisch ИЖ). In den 60er und 70er Jahren folgte die Modellreihe ISCH-Jupiter. Im Westen war diese bekannt, aber kaum erhältlich. 1981 lief das sechsmillionste Motorrad von Ischmasch vom Band. Die Herstellung von Motorrädern begann bereits 1928, insgesamt wurden mehr als elf Millionen Exemplare gefertigt.
Im September 2009 musste Ischmasch infolge der Finanzkrise ab 2007 Konkurs anmelden. Das Taganroger Automobilwerk hingegen machte sich bereits 1998 selbständig. Die aktuellen Fahrzeuge aus Ischmasch-Produktion sind in der Fahrzeug-Identifikationsnummer am Herstellercode X6L zu erkennen.
Am 10. April 2013 wurde der bisherige Generaldirektor von Ischmasch, Wladimir Grodezki, festgenommen. Er wird der Unterschlagung bezichtigt.

## Produkte von Ischmasch
- Maschinenpistole: Maschinenpistole Bison
- Sturmgewehre: AK-47/AKM, AK-74, AN-94, AK-101, AK-103, AK-107, AK-12
- Scharfschützengewehr: Dragunow SWD
- Maschinenkanone: Grjasew-Schipunow GSch-301
- Sportgewehre, darunter Biathlongewehre
- ISCH-Motorräder (russisch ИЖ) ISCH-350, ISCH-49, ISCH-56, ISCH-Planeta, ISCH-Jupiter
- Airsoftvariante der AK-74M[4]

Das Unternehmen bietet zivile Versionen der AK-Familie unter dem Markennamen Saiga an. Während der Anteil der Marke an der Gesamtproduktion im Jahr 2010 noch bei 50 Prozent lag, erreichte sie im Jahr 2012 bereits 70 Prozent. 40 Prozent der zivilen Versionen werden hierbei in die USA exportiert. Amerikanische Käufer erwerben damit etwa ebenso viele Varianten der Kalaschnikow wie das russische Militär und die russische Polizei zusammen.

## Modellübersicht der IschAwto
- ISCH-13 Start (Konzeptfahrzeug)
- ISCH-14 4x4 (Konzeptfahrzeug)
- ISCH-19 Heim (Konzeptfahrzeug)
- Moskwitsch-408
- Moskwitsch-412
- ISCH-2125 Kombi
- ISCH-2126
- ISCH-2715
- ISCH-2717
- ISCH-Nika (Ника)
- CV-1 (Konzeptfahrzeug), geplantes Elektroauto mit 350 Kilometer Reichweite, im Design angelehnt an ISCH-2125 Kombi aus den 70er-Jahren[6]